# Porcellio narentanus
Porcellio narentanus là một loài chân đều trong họ Porcellionidae. Loài này được Verhoeff miêu tả khoa học năm 1907.